# Hollfeld
Hollfeld település Németországban, azon belül Bajorországban. Lakosainak száma 4884 fő (2023. december 31.).

## Népesség
A település népessége az elmúlt években az alábbi módon változott:
| Lakosok száma | 1041 | 1803 | 4748 | 5111 | 5232 | 5141 | 5078 | 5027 | 4951 | 4884 |
|               | 1875 | 1950 | 1975 | 1987 | 2012 | 2014 | 2016 | 2017 | 2021 | 2023 |